# HMS W1
Pour les articles homonymes, voir W1.
Le HMS W1 est un sous-marin britannique de classe W construit pour la Royal Navy par Armstrong Whitworth. Sa quille est posée le 19 octobre 1913, il a été lancé le 19 novembre 1914 et mis en service le 6 janvier 1915.

## Conception
La classe W est basée sur le dessin des navires français Schneider-Laubeuf. Seuls quatre sous-marins de classe W ont été construits entre 1913 et 1916. Les deux premiers bateaux ont pris 15 et 17 mois à construire, ce qui était à l'époque un exploit remarquable par rapport à d'autres périodes de construction. La classe W avait de très bonnes performances, avec un excellent contrôle de la plongée et des systèmes efficaces de ventilation et d'inondation. La classe W avait des problèmes d'habitabilité, mais à part cela, c'étaient de bons sous-marins.

## Service
Le HMS W1 a servi pendant plus d’un an dans la Royal Navy puis, avec ses trois navires jumeaux (sister-ships), il a été acheté par la marine royale italienne qui avait l’intention de renforcer sa composante sous-marine.
Le Lieutenant de vaisseau Giovanni Ferretti prend le commandement du bâtiment à Portsmouth en août 1916, et l’emmène en Italie, à la base de Brindisi. Basé dans ce port des Pouilles, le sous-marin fait partie de la 3e escadrille de sous-marins. Cependant, avant même de commencer son activité opérationnelle sous son nouveau drapeau, il a été envoyé à l’arsenal de Tarente pour subir d’importants travaux, qui ont duré jusqu’en janvier 1918. Enfin entré en service, il a été employé dans la défense de Vlorë, patrouillant dans les eaux environnant la base navale albanaise.
De nouveau envoyé à Tarente pour travaux en mai 1918, il n’a plus le droit de participer à des missions de guerre. Radié en septembre 1919, il fut démoli.